# Raión de Tsarychanska
Raión de Tsarychanska (en ucraniano: Царичанський район) es un antiguo raión o distrito de Ucrania en el óblast de Dnipropetrovsk. 
Comprende una superficie de 900 km².
La capital fue la ciudad de Tsarychanska.

## Demografía
Según estimación 2010 contaba con una población total de 27783 habitantes.

## Otros datos
El código KOATUU es 1225600000. El código postal 51000 y el prefijo telefónico +380 5690.